# Вільгельм Брамс
Вільгельм Брамс (нім. Wilhelm Brahms; 14 серпня 1880, Занде — 13 грудня 1966, Бремен) — німецький військовий медик, доктор медицини, контрадмірал медичної служби рейхсмаріне і крігсмаріне.

## Біографія
1 квітня 1899 року вступив однорічним добровольцем в армію. В 1900 році відправлений в резерв. 1 квітня 1904 року вступив однорічним добровольцем на флот як військовий медик. В 1905 році знову відправлений в резерв. 28 жовтня 1906 року повернувся на флот. Учасник Першої світової війни, командир загону на допоміжному шпитальному кораблі «Порція». З липня 1916 року — лікар 2-ї торпедної дивізії. З липня 1917 і до кінця війни — судновий лікар на лінійному крейсері «Мольтке». Після демобілізації армії залишений в рейхсвері. 30 вересня 1930 року вийшов у відставку.
З 1 жовтня 1939 року — головний лікар військово-морського шпиталю Бремена. 10 жовтня 1939 року переданий в розпорядження крігсмаріне. З 1 червня 1941 року — головний лікар військово-морського шпиталю Бедбурга-Гау. 31 січня 1944 року остаточно звільнений у відставку.

## Нагороди
- Орден Червоного орла 4-го класу з мечами (21 червня 1911)
- Китайська медаль в сталі
- Колоніальна медаль із застібкою «Понапе 1910/11»
- Залізний хрест 2-го і 1-го класу
- Орден Заслуг герцога Петра-Фрідріха-Людвіга, почесний лицарський хрест 2-го класу зі срібною короною і мечами (19 вересня 1914)
- Військовий Хрест Фрідріха-Августа (Ольденбург) 2-го класу
- Ганзейський Хрест (Гамбург)
- Колоніальний знак
- Почесний хрест ветерана війни з мечами
- Хрест Воєнних заслуг 2-го класу з мечами